# Moseleya
Genre
Moseleya est un genre de coraux durs de la famille des Lobophylliidae.

## Liste d'espèces
Le genre Moseleya comprend les espèces suivantes :
| Selon World Register of Marine Species (6 juillet 2015) : - Moseleya latistellata Quelch, 1884 | Selon ITIS (6 juillet 2015) : - Moseleya latistellata Quelch, 1884 |

Selon FishBase (6 juillet 2015) ce genre n'est pas valide et ses espèces sont placées dans le genre Coryphaenoides.